# Campiglossa medora
Campiglossa medora este o specie de muște din genul Campiglossa, familia Tephritidae. A fost descrisă pentru prima dată de Erich Martin Hering în anul 1936. Conform Catalogue of Life specia Campiglossa medora nu are subspecii cunoscute.